# Вережены (Теленештский район)
Вережены (рум. Verejeni, Вережень) — село в Теленештском районе Молдавии. Относится к сёлам, не образующим коммуну.

## География
Село расположено на высоте 52 метров над уровнем моря.

## Население
По данным переписи населения 2004 года, в селе Вережень проживает 2906 человек (1497 мужчин, 1409 женщин).
Этнический состав села:
| Национальность | Число жителей | Процентный состав |
| -------------- | ------------- | ----------------- |
| молдаване      | 2845          | 97.9              |
| румыны         | 39            | 1.34              |
| русские        | 16            | 0.55              |
| украинцы       | 3             | 0.1               |
| гагаузы        | 1             | 0.03              |
| прочие         | 2             | 0.07              |
| Всего          | 2906          | 100 %             |

## Памятники
В 2021 году молдавский скульптор Вячеслав Жиглицкий установил Бюст румынского короля Фердинанда I